# Operación Hermann
La Operación Hermann fue una operación antipartisana alemana en el área forestal de Naliboki, llevada a cabo entre el 13 de julio de 1943 y el 11 de agosto de 1943.

## Descripción
En el marco de esta operación, los grupos de batalla alemanes destruyeron los asentamientos de la zona, incendiando más de 60 aldeas polacas y bielorrusas y asesinando a 4280 civiles. Entre 21 000 y 25 000 personas fueron enviadas a trabajos forzados en distintos destinos del Tercer Reich.
Una unidad del Armia Krajowa dirigida por Kacper Miłaszewski perdió a 120 hombres y se vio obligada a salir del bosque. Los partisanos Bielski, con base en el bosque de Naliboki, lograron evadir la captura y escaparon al bosque de Jasinowo después de dividirse en pequeños grupos.
Después de la operación, las comunidades alrededor del bosque de Naliboki quedaron devastadas, los alemanes deportaron a los residentes no judíos aptos para trabajar a Alemania como esclavos y asesinaron a la mayoría del resto. Antes de la persecución, los refugiados eran principalmente judíos que habían escapado del gueto, pero en el otoño de 1943 bielorrusos, polacos y gitanos no judíos que lograron huir deambulaban por el bosque. Muchos se unieron a unidades partisanas, campamentos de familias establecidos por los soviéticos, y algunos se unieron al grupo de Bielski que regresó a la zona y aceptaron a cualquiera que quisiera unirse. Si bien los alemanes destruyeron muchas comunidades, muchos supervivientes quedaron en los bosques. Los campos, huertos y colmenas tenían sus productos y los animales de granja deambulaban por el área alrededor del bosque.